# Асинхронне послідовне передавання даних

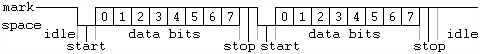
Відповідно цієї діаграми, надсилаються два байти, кожна посилка складається із стартового біта, за яким слідують вісім біт даних (bits 0-7), і один стоп біт, для кадру символів в 10-біт. Останній біт даних іноді використовується як біт парності. Кількість даних і біти форматування, порядок біт даних, присутність чи відсутність біту парності, форма парності (непарний чи парний) і швидкість передачі двома сторонами зв'язку має узгоджуватися заздалегідь. "Стоп біт" насправді є "стоп періодом"; стоп період передавача може бути довільної довжини, але він не може бути коротшим за деяку величину, зазвичай це тривалість часу від 1 до 2 біт. Отримувач потребує коротшого стоп періоду ніж передавач. В кінці кожного символу, отримувач зупиняється на короткий час аби дочекатися наступного стартового біту. Саме ця різниця дозволяє передавачу і приймачу залишатися синхронізованими.

Асинхронне послідовне передавання даних є формою послідовного передавання даних у якій кінцеві вузли інтерфейсів комунікації не є постійно синхронізовані спільним тактовим сигналом. Замість спільного сигналу синхронізації, інформація синхронізації міститься у потоці даних у вигляді сигналів початку і закінчення, перед і після кожного сеансу передавання даних, відповідно. Сигнал початку готує приймач до отримання даних, а стоп сигнал повертає його до початкового стану очікування нової послідовності.
Типовим прикладом такої передачі даних є передача ASCII символів через RS-232, наприклад для операцій телетайпа.

## Походження
Механічні телепринтери, що використовувати 5-бітні коди (див. Код Бодо) зазвичай використовували стоп період довжиною в 1.5 біт. Самі ранні електромеханічні телетайп системи (до-1930) могли потребувати 2 стоп біти, аби забезпечити механічний відтиск без буферизації. 
Формат передачі було успадковано напряму від ідеї роботи телетайпу, який було розроблено таким чином тому що електромеханічні технології тих днів не були досить точними для здійснення синхронної передачі: таким чином системи повинні ре-синхронізуватися на початку кожного символу. Після ре-синхронізації, технології того часу могли забезпечити достатню синхронізацію біт для опрацювання символу, що слідував далі. Стоп біти давали системі час для відновлення перед прибуттям наступного стартового біту. Перші системи телепринтерів використовували п'ять біт даних, що як правило містили деякий варіант коду Бодо.